# Simon Biwott
Simon Biwott, född den 3 mars 1970 i Eldoret, är en kenyansk före detta friidrottare som tävlade i långdistanslöpning och maraton.
Biwott deltog vid VM 1999 och blev där nia i maratonlöpning. Vid VM 2001 slutade han på andra plats efter Gezahegne Abera.
Förutom meriterna från VM så vann han maratontävlingarna i Berlin, Rotterdam och Paris.
2005 valde han att avsluta sin karriär.

## Personligt rekord
- Maraton - 2:09.49